# 시미엔플라이쥐
시미엔플라이쥐(학명: Otomys simiensis)는 설치류의 일종이다. 에티오피아의 토착종이다. 에티오피아플라이쥐(Otomys typus) 복합종을 대표하는 작은 종이다. 등 쪽은 짙은 갈색을 띠는 반면에 배 쪽은 연한 회색이다. 자연 서식지는 아르보레아 에리카(Erica arborea)와 레볼루툼물레나물(Hypericum revolutum), 아비시니아장미(Rosa abyssinica)과 같은 식물 숲이다. 종소명은 시미엔산맥의 "시미엔(Simien)"을 의미하는 라틴어에서 유래했다.